# Georg Feldmayr
Johann Georg Feldmayr, auch Feldmayer, Feldmair,  (* 17. Dezember 1756 in Pfaffenhoffen; † 1. Mai 1834 in Hamburg) war ein deutscher Musiker und Komponist.

## Leben
Georg Feldmayr war der Sohn des Leinwebers Johann Feldmayr († August/September 1756), sein Stiefbruder aus einer späteren Ehe seiner Mutter Maria Catharina Schredinger (1731/32–1819) war Franz Xaver Lettner (1760–1839). Als Kind wurde er als Chorknabe in das Augustiner-Chorherrenstift Indersdorf aufgenommen. Anschließend besuchte er bis 1774 das Jesuitengymnasium in München (heute Wilhelmsgymnasium München). Seine weitere Ausbildung ist unbekannt, er wurde Musiker. Anfang 1780 wurde  er als Geiger Mitglied und später als Nachfolger seines Schwippschwagers Antonio Rosetti Kapellmeister der Hofkapelle des Fürsten Kraft Ernst zu Oettingen-Wallerstein (1748–1802). Er litt unter großen Geldproblemen und verließ Ende August 1797 Wallerstein, wurde aber zurückgeholt. Ende 1799 verließ er Wallerstein endgültig. Im Herbst 1800 bemühte er sich vergeblich bei der Herzogin Luise von Mecklenburg-Schwerin (1756–1808) um Anstellung als Musiker an deren Hof in Ludwigslust. Von 1802 bis zu seinem Tode lebte er als Musiker in Hamburg, wo er u. a. zwischen 1811 und 1819 als Violinist am dortigen Deutschen Theater nachweisbar ist.